# Az Európai Unióval határos országok
Az Európai Uniónak jelenleg a következő országokkal van közös szárazföldi határa: (nyugatról keletre) Suriname, Brazília, Sint Maarten, Marokkó, Egyesült Királyság, Andorra, Norvégia, Monaco, Svájc, Liechtenstein, Vatikán, San Marino, Oroszország (a Kalinyingrádi területen is), Szerbia, Albánia, Macedónia, Ukrajna, Moldova, Fehéroroszország, Törökország. Mindezen felül az EU-nak további 5 állammal van közös tengeri határa: Saint Lucia, Antigua és Barbuda, Dominika, Mauritius és Marokkó. 2007. március 28-án az EU keleti határa némiképp módosult, ugyanis Lettország lemondott a Pitalovói járásról Oroszország javára. A területet még 1944-ben csatolta magához a Szovjetunió, amit a balti állam 1991-es függetlenné válása óta vitatott, azonban brüsszeli nyomásra kénytelen volt átadni az oroszoknak. Észtország határai is változhatnak a közeljövőben, mert az állam területének közel 5%-ára tart igényt Oroszország.